# Пленный Шамиль перед главнокомандующим князем Барятинским 25 августа 1859 года
«Пленный Шамиль перед главнокомандующим князем Барятинским 25 августа 1859 года» — картина Теодора Горшельта, созданная в 1863 году. На полотне запечатлён момент пленения имама Шамиля русскими войсками во главе с главнокомандующим Отдельным кавказским корпусом князем А. И. Барятинским.

## Сюжет картины
Сюжет картины отражает одно из важнейших событий российской истории, ознаменовавшее фактическое окончание Кавказской войны, длившейся более сорока лет.
Операция по взятию дагестанского аула Гуниб проводилась Отдельным Кавказским корпусом под командованием генерал-адъютанта Барятинского в августе 1859 года. Крепость имама Шамиля в Гунибе была окружена русскими войсками. К тому времени Шамиль потерял Чечню и почти весь Дагестан. В августе 1859 года Шамиль с четырьмя сотнями мюридов занял оборону в Гунибе, который стал его последним оплотом. В результате штурма 25 августа Шамиль был пленён, а боевые действия были в основном завершены.
Автор картины сам принимал участие в штурме Гуниба и пленении Шамиля, и как очевидец событий детально изобразил сцену сдачи Шамиля.
Горшельту в перерывах между сражениями приходилось быстро набрасывать этюды, позже он их переносил на холсты. Это описывается в книге по его воспоминаниям, изданной в Германии, с иллюстрациями кавказских походных рисунков.

## Описание
В центральной части картины в берёзовой роще на камне восседает главнокомандующий князь А. И. Барятинский в окружении боевых офицеров. За спиной князя унтер-офицер горской милиции держит над его головой личный штандарт главнокомандующего с родовым гербом князей Барятинских. Композиция включает в себя до 40 портретных изображений участников этой исторической сцены.
В центре изображён имам Шамиль при оружии, правую руку он держит на поясе; за ним — приближённый имама мюрид Юнус с закатанными рукавами зажимает рану, видимо, полученную во время штурма. Справа от Шамиля стоит переводчик, через которого Шамиль обращается к Барятинскому. Внимание всех изображённых на картине сосредоточено на Шамиле.
Картина представляет собой документально точное изображение события. Горшельт изобразил на картине себя с непокрытой головой, как бы отдавая дань уважения имаму.

## Персонажи картины

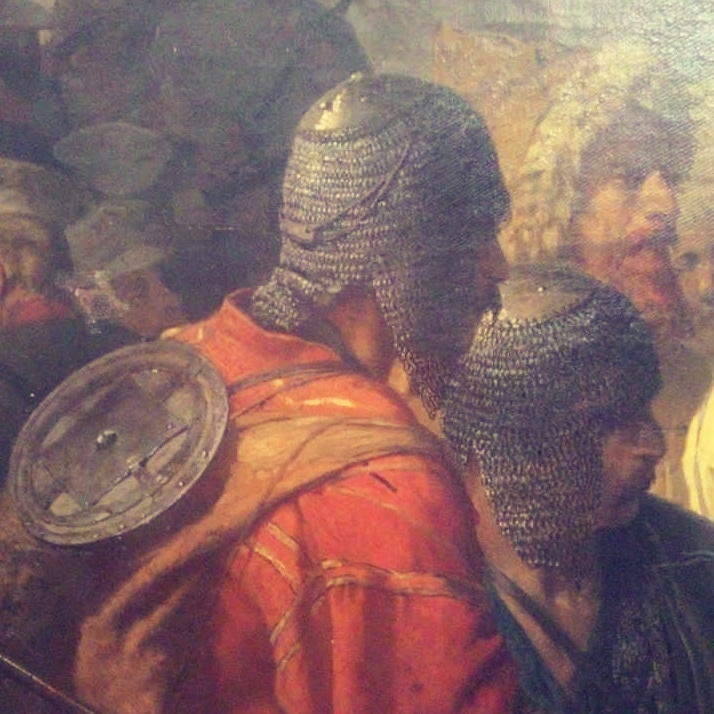
Хевсур Георгий Гватуа

Описание картины Горшельта было опубликовано в журнале «Русский архив» за 1889 год.

### 40 портретных изображений участников
Слева направо:

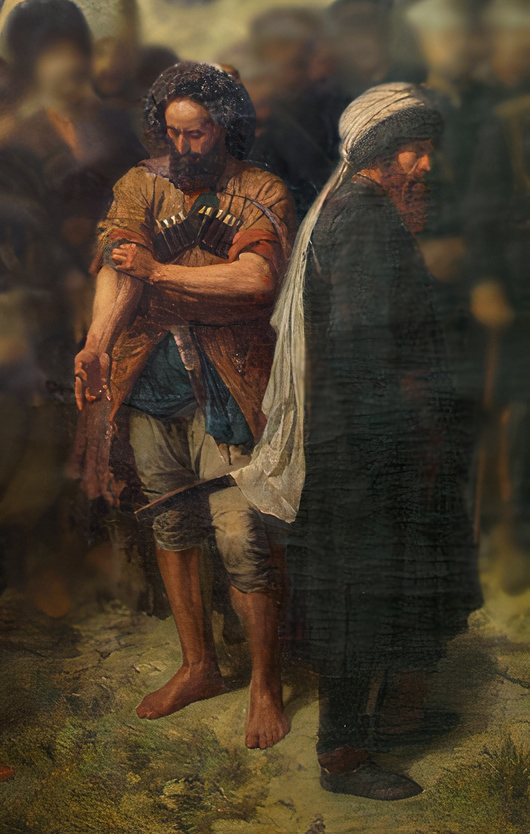
Юнус из Чиркея и имам Шамиль

1. Милиционер из племени хевсуры с закинутым назад щитом и пикою наперевес в правой руке, Гиго, или Георгий Гватуа, ныне полковник.
2. Казак в чёрной папахе.
3. Тушинец в шапке.
4. Заридзе, казацкий офицер в чёрной папахе с опущенными вниз усами.
5. Лейтенант Перфильев, в фуражке, ныне член окружного суда в Москве.
6. Юнус из Чиркея с засученными рукавами, правая рука Шамиля.
7. Граф Алексей Васильевич Олсуфьев, ныне генерал-лейтенант, почётный опекун в Москве.
8. Генерал барон Александр Евстафьевич Врангель.
9. Граббе Николай Павлович.
10. Граббе Александр Павлович.
11. Шамиль.
12. Над Шамилем в фуражке с густыми усами полковник Лазарев (впоследствии герой, взявший Карс).
13. Князь Александр Аркадьевич Суворов. В 1861—1866 генерал-губернатор Санкт-Петербурга.
14. С Георгиевским крестом граф Евдокимов.
15. Выше Евдокимова генерал Кесслер, начальник инженеров Кавказской армии.
16. Переводчик П. В. Фицхелауров.
17. Выше Кесслера полковник Роберт Христианович Тромповский (родом из латышей).
18. Д. А. Милютин (ныне граф).
19. Князь А. И. Барятинский.
20. Выше князя Барятинского, в белых папахах, держащие знамёна унтер-офицеры Кази-бей и Хаджеев.
21. Рядом с князем Барятинским князь Д. И. Мирский.
22. Выше его генерал князь Тархан-Моуравов.
23. С Георгиевским крестом генерал барон Леонтий Павлович Николаи, впоследствии католический монах во Франции.
24. Рядом с ним врач Зенон Иванович Пилецкий.
25. Выше их (худощавое лицо) Фокион Евстафьевич Булатов, чиновник особых поручений, впоследствии Елизаветпольский губернатор.
26. В чёрной шапке Кибит-Магома, один из главных мюридов.
27. Прислонившийся к дереву капитан Авинов, ныне генерал-майор.
28. Ещё левее граф Владимир Владимирович Орлов-Давыдов, бывший Симбирский губернатор.
29. Князь Николай Дмитриевич Гагарин, бывший адъютант графа Д. А. Милютина.
30. Перед ним влево граф Анатолий Владимирович Орлов-Давыдов, ныне генерал-лейтенант, заведующий Московским дворцовым управлением в Кремле.
31. Левее его полковник Владимир Алексеевич Лимановский.
32. Художник Горшельт (с непокрытой головою).
33. Правее его лейтенант Кирила Львович Нарышкин.
34. Ещё правее, между двумя деревьями секретарь князя Барятинского Рис.
35. Мальчик Захар, брат Георгия Гватуа.

## История картины

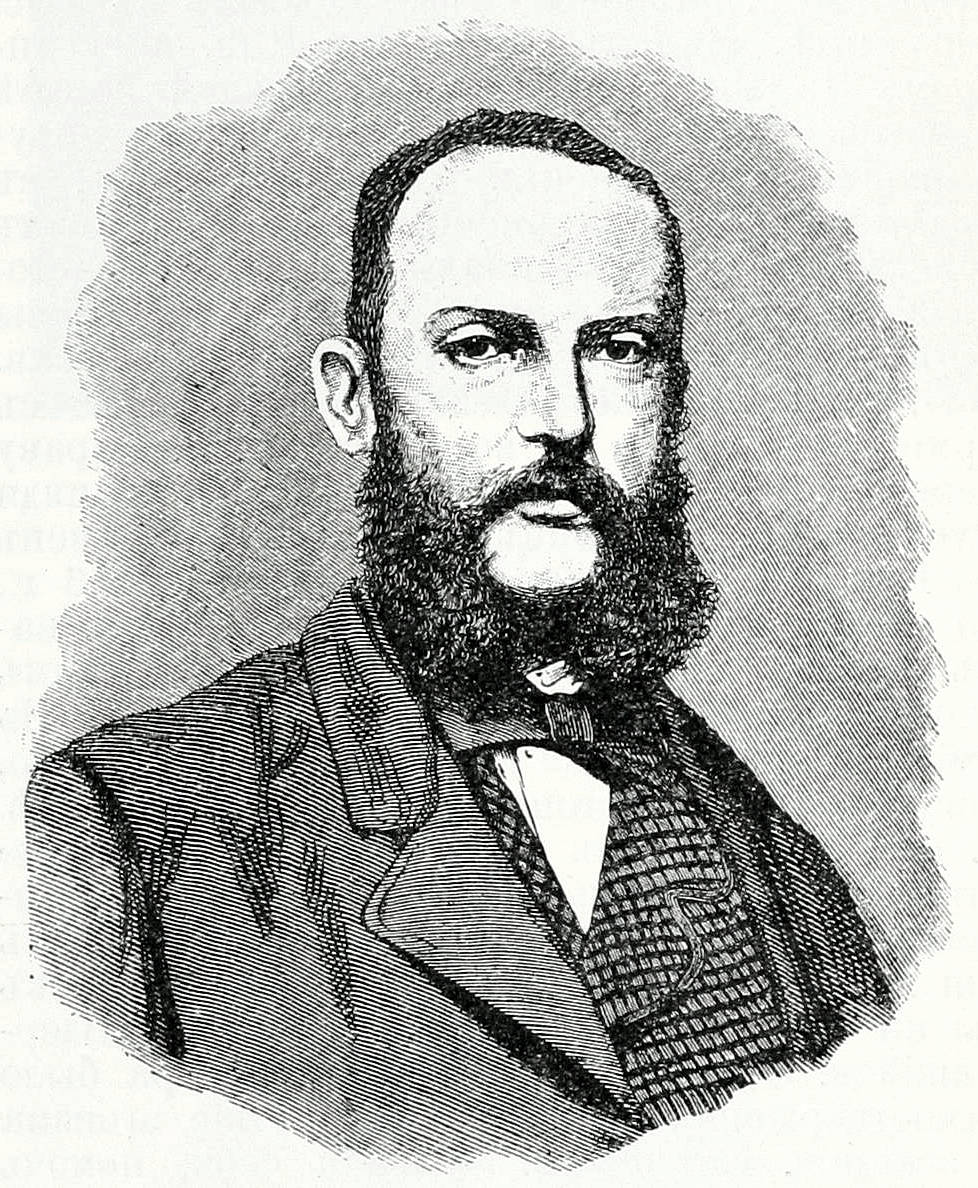
Теодор Горшельт

Картина была заказана художнику баталисту Теодору Горшельту, который был участником этих событий — взятие Гуниба и пленения Шамиля. Она выполнена по заказу Владимира Ивановича Барятинского, брата фельдмаршала Барятинского который был владельцем имения Марьино в Курской губернии, в итоге Горшельт написал две картины: штурм Гуниба и пленение Шамиля. Картина «Пленение Шамиля» была вначале выставлена в Мюнхене в 1866 году.

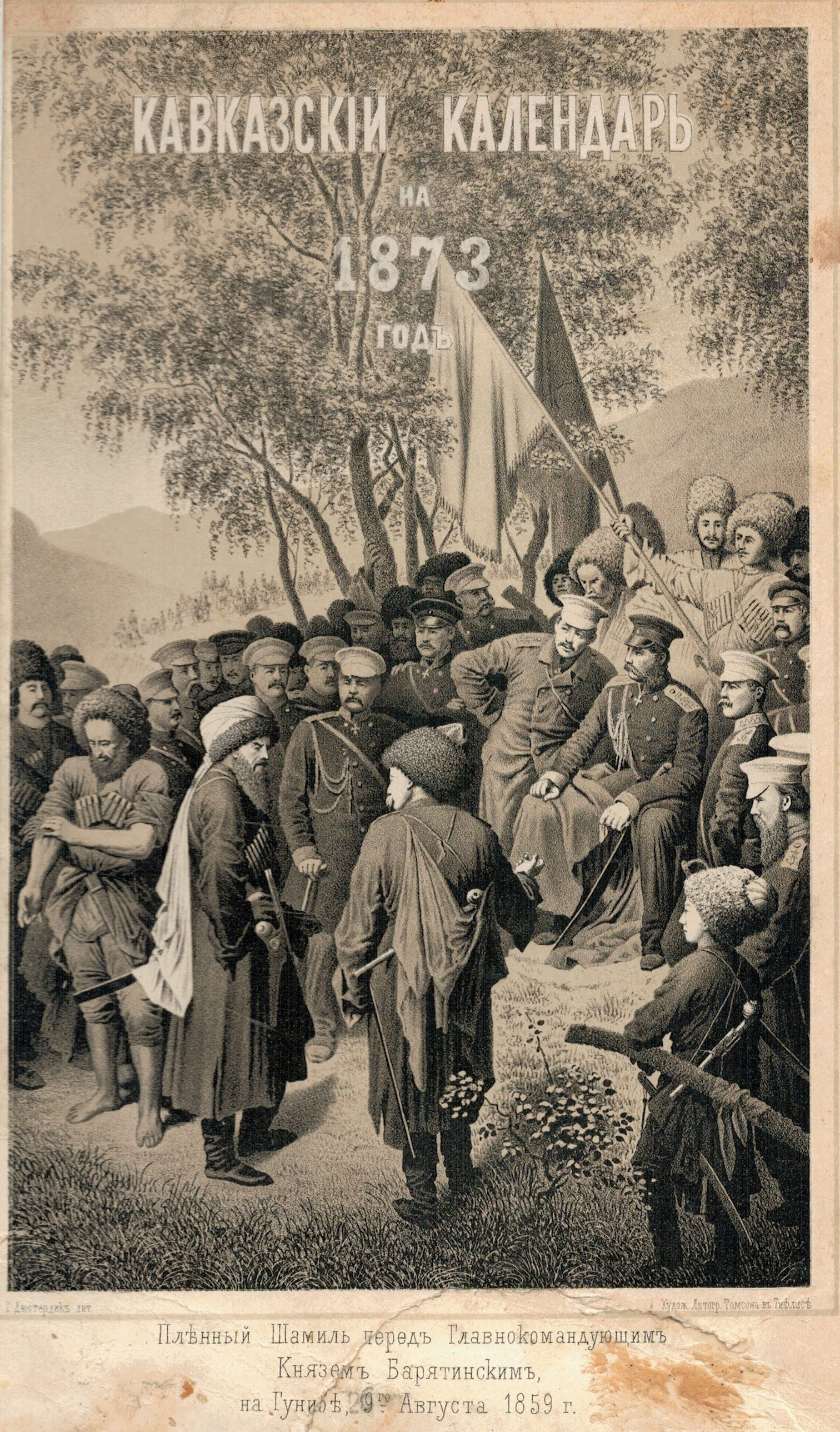
Обложка «Кавказский календарь» (1873)

Художественный критик 70-х годов прошлого столетия А. В. Прахов писал о впечатлении, произведённом картиной в Мюнхене в 1866 года, когда она была выставлена на суд публики и критики:
Энергичным реализмом в замысле и исполнении… точностью и простотой в композиции эта картина поразила германских художников... Никому еще из новых художников не удалось так захватить и приковать зрителя. Весь Мюнхен целую неделю стремился в мастерскую художника, где картина была выставлена в пользу общества вспоможения художникам.
Первоначально хранилась в доме-музее Барятинского, ныне находится в собраниях Дагестанского национального музея. За это произведение Т. Горшельт был удостоен звания академика, а за картину «Штурм аула Гуниб 25 августа 1859 года» — золотой медали на Всемирной парижской выставке в 1867 году. В тот же период времени Горшельтом была выполнена серия картин «Осада Веденя» «Спуск мюридов с Гуниба», «Устройство военных дорог в Дагестане» и т. д.
Эта гравюра художника Горшельта вместе с описанием к ней была опубликована в № 5 журнала «Русский архив» за 1889 год.
В 2018 году обнаружилось, что картина находится в экспозиции под другим названием: «Переговоры имама Шамиля с князем А. И. Барятинским 25 августа 1859 года». После резонанса, вызванного этим событием, картине было возвращено исконное название.

### Эскиз картины

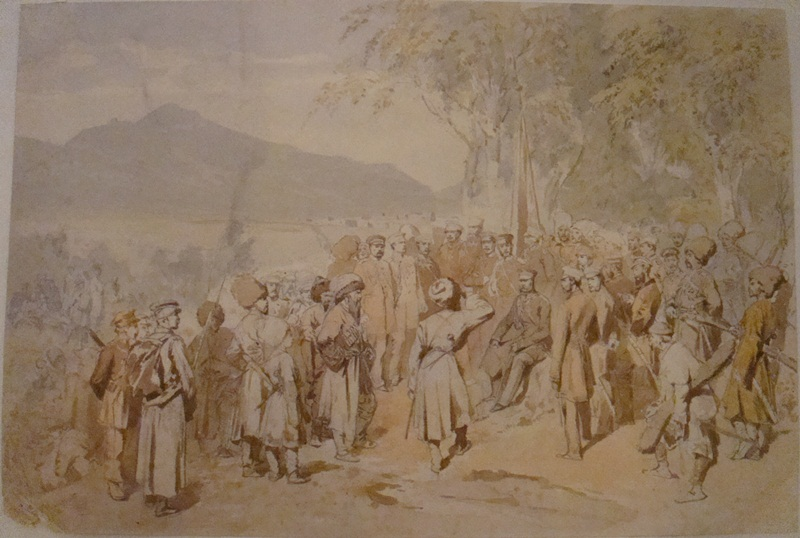
Эскиз «Сцена из военной жизни» (Пленение Шамиля) 1859 год.

В 1859 году Горшельтом был создан предварительный эскиз картины, «Сцена из военной жизни» (Пленение Шамиля).
Ниже под эскизом приводится следующее описание произведения — на возвышенности, под деревьями, Барятинский сидит на камне в окружении офицеров (справа). Среди окружения Д. А. Милютин, барон Врангель, барон Николаи, князь Святополк-Мирский и другие. В центре стоит имам Шамиль, за его спиной казаки, солдаты, горцы, в том числе мальчик. Вдали видны группы солдат, очертания аула (Гуниб), горы. В левом нижнем углу графитным карандашом подпись автора «… Horchelt». Сцена через несколько десятилетий использована для картины художника А. Д. Кившенко, и поэтому иногда приписывается ему.
Зарисовка картины «Пленный Шамиль перед главнокомандующим князем Барятинским 25 августа 1859 года» хранится в музее-заповеднике Дмитровский кремль.